# Konstantin Nikolaevič Leont'ev
Konstantin Nikolaevič Leont'ev, in russo Константин Николаевич Леонтьев? (Kudinov, 25 gennaio 1831 – Monastero della Trinità di San Sergio, 24 novembre 1891), è stato un filosofo, medico e monaco cristiano russo.
Di tendenze conservatrici, monarchiche e reazionarie, cercò di dimostrare attraverso le sue opere gli stretti legami intercorrenti tra Russia e l'Est, nel tentativo di opporsi alle influenze egualitarie e rivoluzionarie provenienti dall'Europa.

## Biografia
Leont'ev nacque e crebbe nel possedimento di famiglia del padre, un ufficiale  di origine nobile, congedato dall'esercito imperiale per "comportamenti sediziosi". Nonostante questo, grazie all'interessamento della zarina, tutti i fratelli Leont'ev poterono entrare nel Corpo Imperiale dei Paggi. Dopo aver completato il ginnasio e la facoltà di medicina a Mosca prese servizio come medico di campo durante la Guerra di Crimea. Dopo essere tornato a Mosca nel 1857, nel 1860 si recò a San Pietroburgo dove soggiornò per qualche periodo nella casa del fratello Vladimir. Nel 1861 si fidanzò con Elisabetta Pavlovna Politova, una ragazza di Feodosja (Crimea) figlia di un ricco mercante greco, e in seguito la sposò. Nel 1863 diventò console russo a Creta, nel 1864-1866 rappresentò la Russia ad Adrianopoli e tra il 1867 e il 1868 in altre città dell'Egeo, tra cui Tessalonica. Influenzato dall'ambiente ove si trovava a vivere, durante il tempo libero era solito scrivere novelle orientali inerenti a varie tematiche.
Nell'estate del 1871 si ammalò di colera e dissenteria. Guarito, fece voto alla Vergine Maria di diventare monaco. Dopo un breve soggiorno in un monastero russo ortodosso di Monte Athos si recò a Varsavia, dove divenne editore del giornale "Il Diario di Varsavia" e quindi a Mosca, dove entrò nel Comitato dei Censori. Nel 1877 prese segretamente i voti nel Monastero di Optina con il nome di Clemente. Morì nel 1891 nel Monastero della Trinità di San Sergio.

## Opere e pensiero politico
La più famosa opera di Leont'ev è un saggio intitolato L'Est, la Russia e gli Slavi (1885-86) nel quale, come già avevano fatto precedentemente Nikolaj Danilevskij e Fëdor Michajlovič Dostoevskij, si scagliava contro la civiltà occidentale ed il culto della prosperità materiale. Leont'ev riteneva che le radici bizantine della Russia fossero una benedizione nonché un forte antidoto contro le liberalizzazioni nella società. Le sue idee politiche ed estetiche hanno alcune somiglianze con quelle di Friedrich Nietzsche e Oswald Spengler. Precedendo infatti di diversi decenni la teoria della natura ciclica delle civiltà e del declino dell'occidente, Leont'ev ipotizzò che tutte le società subissero uno stato di "fioritura" e di espansione a cui seguiva necessariamente uno di "semplificazione secondaria". Riteneva in particolare che l'Occidente avesse raggiunto questa seconda fase e per tale motivo invocava una espansione territoriale, culturale e spirituale della Russia verso l'India, il Tibet e la Cina.
Leont'ev fece molte predizioni che nel futuro si sarebbero rivelate veritiere. Profetizzò infatti che nel XX secolo ci sarebbe stata una rivoluzione sanguinosa in Russia guidata da un "Anticristo". Il nuovo centro di potere che si sarebbe venuto a creare avrebbe assunto natura socialista e tirannica e i suoi capi avrebbero detenuto più potere degli stessi zar. Famoso è a tal proposito il suo assunto "il Socialismo è il feudalesimo del futuro". Leont'ev riteneva che solo una dura e spietata reazione avrebbe potuto far sì che questo scenario non si verificasse. Il filosofo predisse anche che la Germania sarebbe cresciuta tanto da poter scatenare una o due guerre (ma non di più) e che la Cina avrebbe un giorno minacciato il potere russo. Riteneva infine che la tecnologia avrebbe portato un giorno alla distruzione del mondo.